# Sukhothai
Sukhothai (tailandés, สุโขทัย) es una pequeña ciudad situada en la provincia de Sukhothai de la que es la capital administrativa, en Tailandia. Se halla a una distancia de 427 km al norte de Bangkok sobre el río Yom, un tributario del río Chao Phraya. La población es de 37.000 habitantes. La ciudad actual está localizada 12 kilómetros al este de la ciudad histórica, que era la capital del primer reino tailandés, por lo general llamado reino de Sukhothai, de ahí a menudo se llama Nuevo Sukhothai a la ciudad moderna y la capital de la provincia homónima y ciudad histórica de Sukhothai a la antigua ciudad.
| |
| La ciudad histórica de Sukhothai fue declarada como Patrimonio de la Humanidad por la Unesco en el año 1991, junto a una serie de ciudades asociadas: |

| Código  | Nombre                             | Coordenadas                                      |
| ------- | ---------------------------------- | ------------------------------------------------ |
| 574-001 | Parque Histórico de Sukhothai      | 17°00′26.0″N 99°47′23.0″E / 17.007222, 99.789722 |
| 574-002 | Parque Histórico de Si Satchanalai | 17°31′26.2″N 99°47′11.5″E / 17.523944, 99.786528 |
| 574-003 | Parque Histórico de Kamphaeng Phet | 16°28′00″N 99°30′00″E / 16.46667, 99.50000       |